# Kner Izidor
Kner Izidor (Gyoma, 1860. február 5. – Gyoma, 1935. augusztus 19.) kiadó, a magyar nyomdászat, könyvkötészet kiemelkedő személyisége.

## Életútja, munkássága

### A könyvkötő elindul

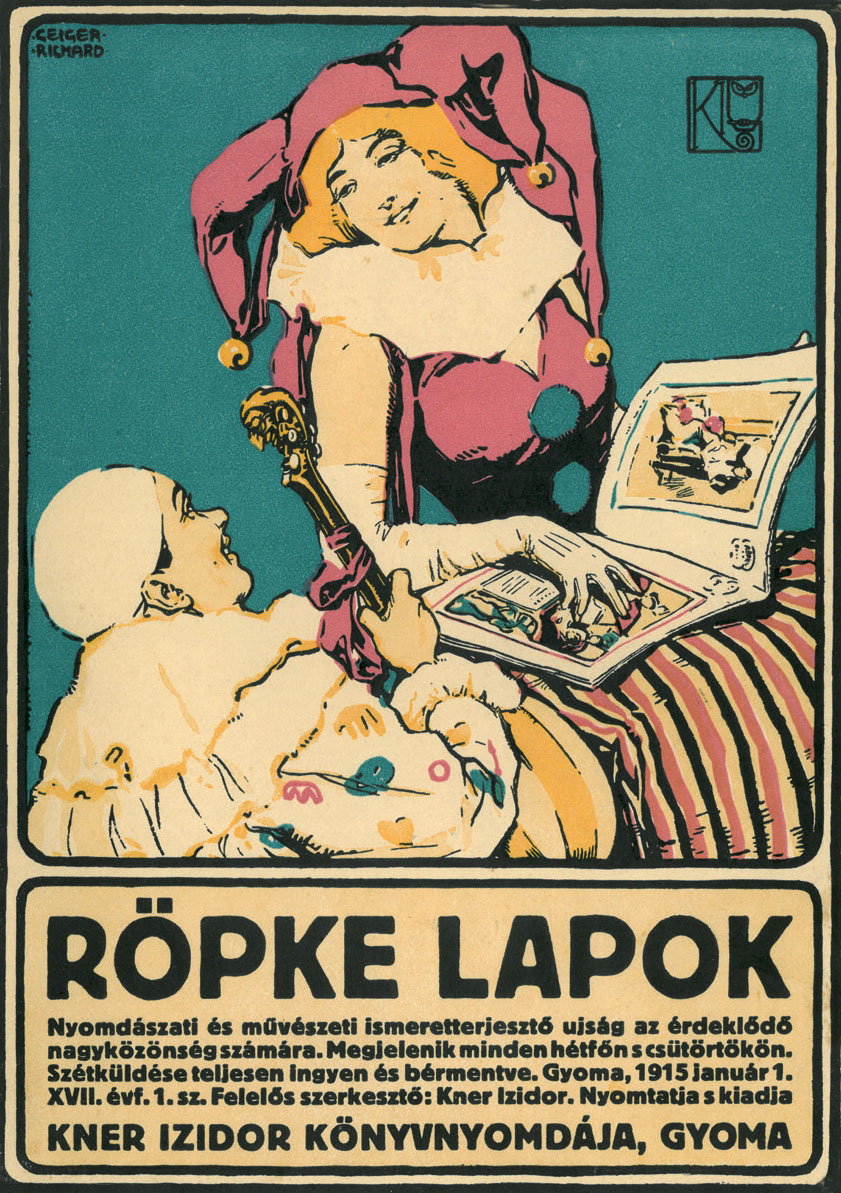
Röpke Lapok – nyomtatvány mintatár

Zsidó származású vándor könyvkötő családból származó apja Kner Sámuel, anyja egy gyomai cipészmester lánya volt.
Önképzéssel, folyamatos tanulással szerezte ismereteit. 1873-ban egy Jász-Nagykun-Szolnok vármegyei műhelyben inaskodott. Ezt követően bérmunkásként Aradon, Budapesten, Egerben, Komáromban, Tatán és a székesfehérvári Számmer-nyomdában dolgozott.
1882 júniusában Gyomán megnyitotta egyszemélyes könyvnyomdáját, amihez a helyi takarékpénztár kölcsönt is adott. Így tudott vásárolni egy használt nyomdagépet, egy szerény betűkészletet és valamennyi papírt. 1888-ban a Magyar Nyomdászok évkönyve már segédet alkalmazó nyomdaként említette felsorolásában Kner Izidor műhelyét.
1889-ben megnősült, Netter Kornélia, egy mokrini gabonakereskedő lánya lett a felesége, a vele kapott 3000 forintnyi hozomány jelentősen hozzájárult a nyomda anyagi helyzete megszilárdulásához. Hat gyermekük született, akik közül Lajos korán meghalt, Kner Imre, Kner Endre, Kner Albert, Kner Erzsébet és Kner Ilona viszont megérték a felnőttkort, sőt sikeres emberek lettek.
1890-ben vásárolta meg első nagy teljesítményű nyomdagépét. Nagyobb nyomdákhoz hasonlóan beraktározta az állandóan használt nyomtatványokat, de összegyűjtötte az érvényben lévő nyomtatványmintákat is. Az első 1892-ben kiadott árulistája 170 tételt tartalmazott.
1898-ban már mintegy 1500 nyomtatványt kezelt a nyomda. Ebben az évben adta ki a 265 oldalas nagy Közigazgatási Mintatárat. Az 1900-as évek eleje a magyar könyvgrafika és könyvillusztráció egyik fénykora volt. Kner Izidor a klasszikus tipográfia neveltje volt, de egyszersmind Fülep Lajos művészetfilozófus, művészettörténész közvetítésével egy olyan, a modernizmust előkészítő puritán korszellemé is, amely arra ösztönözte, hogy a betűt tegye meg a tipográfiai kifejezés fő eszközévé.

### A nyomdász és kiadó

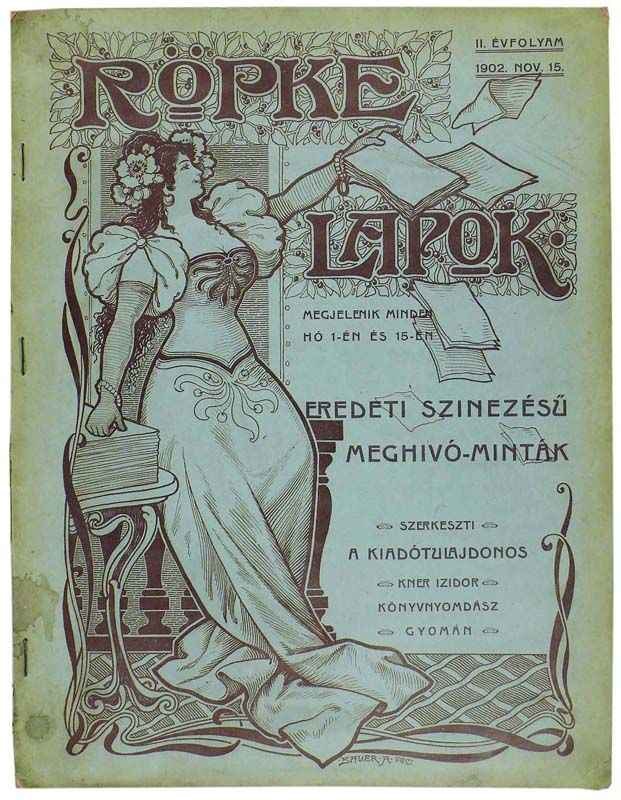
Röpke Lapok - meghívó mintatár

A 20. század elején végrehajtott közigazgatási racionalizálás is változást hozott a Kner-nyomda fejlődésében. A korabeli Magyarország településeinek közel fele az ő nyomd ája megrendelője volt. A közigazgatás változásait napra készen követte a cég, s többször megjelentetett egy-egy nagy mintatárat friss, bővített változatban. Ebben az időben egy másik üzletágban is betört az országos piacra. A Gyomán készült báli meghívók komoly sikert arattak. (Röpke Lapok címen jelent meg a meghívókat tartalmazó mintakönyv.)
1905-ben az első vidéki kollektív szerződést hozta létre a nyomdájában, ahol két bérosztállyal feljebb soroltatta be a maga vállalatát. Ennek kettős előnye is volt: a magasabb bérek mellett valóban jó szakmunkásokat alkalmazhatott. A bérezés mellett más tekintetben is egyedüli szerepet vállalt a Kner–nyomda: Gyomán 1899-ben (a kötelezőnél öt évvel korábban) bevezették a kilencórás munkaidőt, ami 1907-től 8 és fél óra lett. Azok a munkások, akik legalább fél évet a nyomdában dolgoztak, egy heti nyári fizetett szabadságban részesültek.

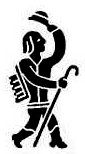
A Kner-kiadó egyik márkajele

1907-től fia, Kner Imre a nyomda műszaki vezetője lett.
A vállalkozás sikereiben fontos szerep jutott a reklámnak is, hiszen csak magában Békés vármegyében a Kner-nyomdán kívül még nyolc nyomda működött. (Povázsay László, Békés; Povázsay Testvérek, Zsilinszky Endre, Csaba; Dobay János, Gyula; Magyar A. M., Veres Lajos, Orosháza; Sámuel Adolf, Szikes Antal, Szarvas.)
A második bő évtized alatt a kis műhely korszerű vidéki középüzemmé lett: a nyomda történetének ez a szakasza az első gyorssajtó megszerzésével (1890) indult, és több mint 50 főnek munkát adó új nyomdaépület felépítésével és felszerelésével zárult 1902-ben. A nyomda fejlődésének harmadik szakasza – szintén sikertörténet – az elso világháború kitöréséig tartott. 1902 és 1913 között a vállalat évi forgalma százezer koronáról közel ötszörösére növekedett. Ekkor az állandó személyzet száma 90–100 fő között volt.
A Kner-nyomda munkássága az 1914. évi lipcsei kiállításon aranyérem elismerésben részesült.

### Trianon után

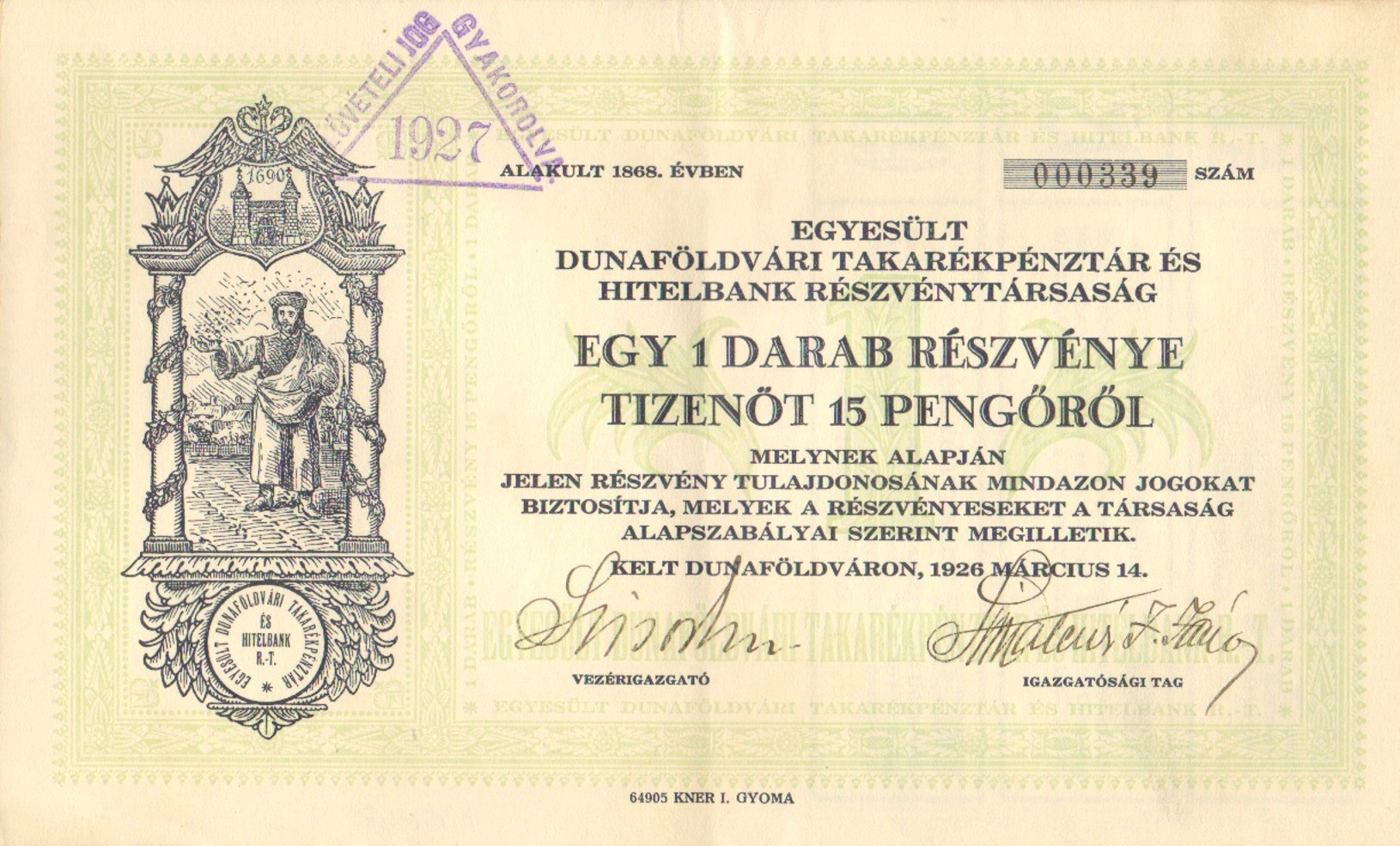
A Kner-nyomda terméke, a dunaföldvári takarékszövetkezet 1926-ban kibocsátott részvénye

A háborút követően Gyoma román megszállás alá került, a megszállók a nyomda felszerelésének kétharmadát elrabolták, de elvesztette a nyomda a trianoni határok megvonásával potenciális vevőköre kétharmadát is. A csupán két ívre elegendő betűkészlettől és az első kis taposósajtótól igen hosszú volt az út a mintegy száz alkalmazottat foglalkoztató, korszerűen felszerelt nyomda megteremtéséig.
Nagy utat járt be Kner Izidor a társadalmi mobilitásban is. Könyvkötősegédként kezdte, innen küzdötte fel magát Gyoma község köztiszteletben álló polgárává. A szakmai közéletnek is aktív tagja volt. A nyomdászati írások mellett gyakran közölt szakcikkeket, melyekben sürgette a szakoktatás fejlesztését, az inasnyúzás megszüntetését, és szót emelt a tisztességtelen verseny ellen.
Gyakran írt a hazai ipar fejlesztésének, a színvonal emelésének kérdéseiről. 1932-ben Békés vármegye örökös törvényhatósági bizottsági taggá választotta a nyomda alapításának 50. évfordulóján, és ebben az évben céhmesteri címet és oklevelet kapott.

### A kiadó alapító utódai

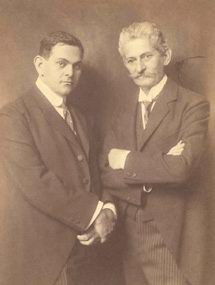
Kner Imre és Kner Izidor

A nyomdának a család életében betöltött szerepét jelzi, hogy az alapító Kner Izidor gyermekeinek és unokáinak többsége is a nyomdász-könyves mesterséget választotta. 1935-ben bekövetkezett halála után fiai, Endre, valamint Imre vették át a családi üzem irányítását. Legkisebb fia, Albert 1940-ben kivándorolt az Amerikai Egyesült Államokba, ahol a második világháború után a csomagolás-marketing-nyomtatvány iparág meghatározó személyisége lett. Lánya, Erzsébet szintén Amerikában telepedett le a háború után, ahol könyvkötő mesterként dolgozott. Kner Izidor legidősebb unokája, Haiman György pedig jeles tipográfus, könyvművész, nyomdatörténész, egyetemi tanár lett az államosított magyar nyomdaipar fennállása alatt, sokat tett a minőségigényes könyvkiadásért és könyvnyomtatásért.

## Művei
- Monumenta Literarum
- Eszmék és viaskodások (Összegyűjtött szakcikkek, Gyoma, 1906) Online
- Kner Izidor pajzán aforizmái (Gyoma, 1919) Online
- Kner Izidor agyafurt alakjai (Gyoma, 1926)
- Keserves kenyér (Gyoma, 1928) Online
- Félévszázad mesgyéjén (Önéletrajz; Gyoma, 1931) Online